# Castelo de Castroverde de Cerrato
O Castelo de Castroverde de Cerrato localiza-se no município de Castroverde de Cerrato, província de Valladolid, na comunidade autónoma de Castela e Leão, na Espanha.
Atualmente quase que totalmente desaparecido, subsistem apenas alguns de seus vestígios, que podem ser visitados livremente.
Encontra-se sob a protecção da Declaração genérica do Decreto de 22 de abril de 1949, e da lei n° 16/1985 sobre o Património Histórico Espanhol.